# Antonio Pavanello

a Compétitions nationales et continentales officielles uniquement.

b Matchs officiels uniquement.
Dernière mise à jour le 22 juillet 2018.
Antonio Pavanello (né le 13 octobre 1982 à Rovigo, en Vénétie, Italie) est un joueur de rugby à XV international italien. Il évolue au poste de deuxième ligne et mesure 1,95 m pour 105 kg.

## Biographie
Antonio Pavanello a honoré sa première cape internationale le 11 juin 2005 avec l'équipe d'Italie contre l'Argentine en tant que remplaçant entré en cours de jeu.
Il joue un autre match en juin 2005 comme remplaçant.
Il a été formé à l'école de rugby de Rovigo avec laquelle il fait ses premières gammes en championnat italien au plus haut niveau. 
Il connaît également les sélections internationales de jeunes.
Pour la saison 2005-2006, il évolue sous les couleurs du Benetton Rugby Trévise. Il remporte le championnat en 2006, 2007, 2009 et 2010.
Depuis la saison 2015-2016, il est directeur sportif du Benetton Rugby Trévise.

## Clubs successifs
- Rugby Rovigo 2001-2005
- Benetton Trévise 2005-2015

## Sélection nationale
- 23 sélections avec l'Italie
- Sélections par année: 2 en 2005, 1 en 2007, 2 en 2009, 8 en 2012, 9 en 2013, 1 en 2014
- Tournoi des Six Nations disputés: 2012, 2013, 2014
- Coupe du monde de rugby disputée : néant

## Palmarès en club
- Championnat d'Italie : 2006, 2007, 2009 et 2010 avec le Benetton Trévise.